# Tybory-Trzcianka
Tybory-Trzcianka – wieś w Polsce położona w województwie podlaskim, w powiecie wysokomazowieckim, w gminie Wysokie Mazowieckie.
Zaścianek szlachecki Trzcianka należący do okolicy zaściankowej Twarogi położony był w drugiej połowie XVII wieku w ziemi drohickiej województwa podlaskiego. W latach 1975–1998 miejscowość administracyjnie należała do województwa łomżyńskiego.
Wierni kościoła rzymskokatolickiego należą do parafii św. Michała Archanioła w Jabłonce Kościelnej.

## Historia
Wieś założona prawdopodobnie w XV w. 
W roku 1827 miejscowość liczyła 10 domów i 72 mieszkańców. Pod koniec XIX w. w gminie Chojane, parafia Jabłonka Kościelna.
W roku 1921 we wsi naliczono 15 budynków z przeznaczeniem mieszkalnym i 5 innych zamieszkałych oraz 144. mieszkańców (73. mężczyzn i 71 kobiet). Wszyscy zgłosili narodowość polską i wyznanie rzymskokatolickie.

## Obiekty zabytkowe
- pozostałości dworu w zespole dworsko-parkowym – początek XX w.[11].